# 馬尼艾蘭斯 (阿肯色州)
馬尼艾蘭茲（英語：Many Islands）是位於美國阿肯色州富爾頓縣的一個非建制地區。該地的面積和人口皆未知。

## 地理
馬尼艾蘭茲的座標為36°23′20″N 91°31′46″W / 36.38889°N 91.52944°W，而該地的平均海拔高度為131米（即430英尺）。